# Bernardo Gandulla
Bernardo José Gandulla (Buenos Aires, 1 de marzo de 1916 - Ibidem, 6 de julio de 1999) más conocido por su apodo «Nano» fue un futbolista y entrenador argentino que se desempeñaba en la posición de entreala izquierdo, una primitiva posición que hoy se asemejaría al extremo. 
Se inició en Ferro Carril Oeste, donde integró una famosa delantera entre 1935 y 1939. En marzo de 1939, viajó a Río de Janeiro junto con otros jugadores de Ferro (José Dacunto y Raúl Emeal) para enrolarse en Vasco Da Gama sin autorización de Ferro, lo que generó un conflicto que debió zanjar la FIFA y que culminó con su pase al Club Atlético Boca Juniors. En Boca, Gandulla fue figura y campeón: conquistó un total de 3 títulos, dos campeonatos de la Primera División de Argentina en los años 1940 y 1943 y la Copa Ibarguren en 1940. Jugó para la Selección Nacional ante Uruguay el 15 de agosto de 1940 en una goleada 5-0.
Luego de abandonar la institución «xeneize» fue reemplazado por Severino Varela en su posición y finalmente pasó al Club Atlético Atlanta en donde acabaría su carrera como profesional. 
Luego de su retiro, se dedicó durante muchos años al descubrimiento de jóvenes talentos y a la formación de estos mismos en el Club Atlético Boca Juniors. Algunos de los futbolistas que descubrió a cargo del «xeneize» fueron por ejemplo Antonio Rattín, "Rojitas", Roberto Mouzo, Alberto Tarantini y Ricardo Gareca.
Falleció en Buenos Aires en el año 1999 a la edad de 83 años, tras varios días de internación en el sanatorio San Patricio, como consecuencia de "afecciones propias de su edad", según palabras de su nieta Déborah. Sus restos fueron depositados en el panteón que Boca Juniors posee en el cementerio de la Chacarita.

## Biografía
Entreala izquierdo. En Ferro Carril Oeste debutó oficialmente el 17 de marzo de 1935 y alcanzó a disputar un total de 178 partidos, contando su regreso años más tarde, y a convertir 91 goles, lo que lo convirtió en el tercer máximo goleador de la historia de este club. Más tarde jugó en Vasco da Gama, Boca Juniors y Club Atlético Atlanta. 
Jugando para Boca Juniors ha tenido de compañero a viejos amigos desde Ferro que son Raúl Emeal y Jaime Sarlanga. 
Sufrió una rotura de meniscos bajando de un colectivo y le costó volver para jugar en Boca ya que habían conseguido a Severino Varela. Creaba las jugadas y las definía. 
Consiguió 3 títulos en Boca (Campeonatos 1940 y 1943 y la Copa Ibarguren 1940). Jugó un partido para la Selección Nacional contra Uruguay, en el cual Argentina ganó 5-0. 
Luego de su retiro del fútbol se volcó a la carrera de director técnico. Dirigió de forma interina a Boca Juniors, y luego pasó a ser formador de jóvenes talentos en el mismo club.
En Brasil las personas que devuelven el balón cuando se ha salido de cancha son llamados los "Gandulas" un homenaje a Bernardo Gandulla debido a su disposición en hacer aquel actividad.

## Clubes

### Como jugador
| Club               | País      | Año         |
| ------------------ | --------- | ----------- |
| Ferro Carril Oeste | Argentina | 1934 - 1939 |
| Vasco Da Gama      | Brasil    | 1939 - 1940 |
| Boca Juniors       | Argentina | 1940 - 1943 |
| Ferro Carril Oeste | Argentina | 1944 - 1946 |
| Atlanta            | Argentina | 1947 - 1948 |

## Palmarés

### Como jugador

#### Campeonatos nacionales
| Título                | Club         | País      | Año  |
| --------------------- | ------------ | --------- | ---- |
| Primera División      | Boca Juniors | Argentina | 1940 |
| Copa Carlos Ibarguren | Boca Juniors | Argentina | 1940 |
| Primera División      | Boca Juniors | Argentina | 1943 |